# Bundesautobahn 92
Bundesautobahn 92 (em português: Auto-estrada Federal 92) ou A 92, é uma auto-estrada na Alemanha.
A Bundesautobahn 92 tem 134 km de comprimento.

## Estados
Estados percorridos por esta auto-estrada:
- Baviera